# Sardou, ses plus grandes chansons (volume 2)
Pour le premier volume, voir Sardou, ses plus grandes chansons.
Albums de Michel Sardou
Chanteur de jazz Musulmanes
Sardou, ses plus grandes chansons (volume 2) est le second volume d'une compilation sortie en 1984 et réunissant les plus grands succès de Michel Sardou. Il paraît chez Tréma en 1986 et fait donc suite au best-of Sardou, ses plus grandes chansons.
Il contient des chansons parues entre 1973 et 1984 (albums La Maladie d'amour, La Vieille, La Java de Broadway, Je vole, Les Lacs du Connemara, Il était là, Vladimir Ilitch, Io Domenico).

## Titres

### Liste des pistes
| No  | Titre                  | Paroles                            | Musique                                | Durée |
| --- | ---------------------- | ---------------------------------- | -------------------------------------- | ----- |
| 1.  | La Maladie d'amour     | Michel Sardou - Yves Dessca        | Jacques Revaux                         | 3:38  |
| 2.  | Les Villes de solitude | Michel Sardou - Pierre Delanoë     | Jacques Revaux                         | 3:57  |
| 3.  | Je vais t'aimer        | Gilles Thibaut                     | Jacques Revaux - Michel Sardou         | 5:29  |
| 4.  | Comme d'habitude       | Gilles Thibaut - Claude François   | Jacques Revaux - Claude François       | 4:06  |
| 5.  | L'Autre femme          | Michel Sardou - Pierre Delanoë     | Jacques Revaux                         | 2:52  |
| 6.  | Je vole                | Michel Sardou - Pierre Delanoë     | Michel Sardou                          | 5:01  |
| 7.  | Le France              | Michel Sardou - Pierre Delanoë     | Jacques Revaux                         | 3:59  |
| 8.  | Les Années trente      | Michel Sardou - Pierre Delanoë     | Jacques Revaux                         | 3:32  |
| 9.  | Afrique adieu          | Michel Sardou                      | Jacques Revaux - Michel Sardou         | 6:38  |
| 10. | Vladimir Ilitch        | Michel Sardou - Pierre Delanoë     | Jacques Revaux - Jean-Pierre Bourtayre | 4:30  |
| 11. | Les Yeux d'un animal   | Michel Sardou - Pierre Delanoë     | Didier Barbelivien                     | 3:47  |
| 12. | Rouge                  | Michel Sardou - Didier Barbelivien | Jacques Revaux                         | 4:11  |
| 13. | Délire d'amour         | Michel Sardou - Pierre Delanoë     | Jacques Revaux - Jean-Pierre Bourtayre | 4:10  |
| 14. | L'An mil               | Michel Sardou - Pierre Barret      | Jacques Revaux                         | 6:05  |

## Crédits
- Arrangements :
- Ingénieur du son :
- Assistants :
- Mixage :
- Direction artistique : Jacques Revaux et Régis Talar
- Production : Jacques Revaux